# Сэссин
Сэссин (接心, 摂心, 攝心, «собирание ума» или «сосредоточение ума») — это недельный период в буддийской школе дзэн, во время которого дзэнские монахи почти всё своё время выполняют практику созерцания в зале для медитаций (дзэндо), сильно сокращая время даже на сон.

## Описание
В данный период монахи кроме выполнения практики ежедневно слушают краткие проповеди. В школе Риндзай в этот период часто читались книги «Риндзай-року» и «Хэкиган-сю». Продолжительность проповеди составляла примерно один час времени. После лекции монахи трижды произносили «Четыре великие клятвы».
Ещё одной формой постижения дзэн во время сэссина является «сан-дзэн» («сан-чань» или «достижение или изучение дзэна»). Данная форма дзэн означает беседу с учителем, которая заключается в том, что монах говорит свой ответ на тот или иной коан, в то время как учитель оценивает правильность ответа. В обычное время такие беседы проводятся дважды в день, но в период сэссина встреча ученика с учителем происходит четыре-пять раз в сутки. В раннем дзэн такие встречи происходили в дзендо перед всеми монахами, но позднее они начали происходить в отдельном помещении из-за появления подражаний, формализма и прочих негативных явлений. В среднем на один сан-дзэн у наставника уходит более девяноста минут времени при условии, что сэссин практикуют более тридцати учеников.
Перед праздником просветления Шакьямуни (8 декабря) неделя сэссина проводится особенно интенсивно и строго, так как считается, что этот период является наиболее благоприятным в реализации сатори. В данный сэссин время для сна сокращается до одного или двух часов в сутки, причём данные часы монахи спят в сидячем положении.